# 中小企業銀行
中小企業銀行（ちゅうしょうきぎょうぎんこう、朝: 중소기업은행; 英: Industrial Bank of Korea; 略: IBK）は、大韓民国（韓国）の銀行。韓国国内では主に 企業銀行 (朝: 기업은행) などと呼ばれている。

## 概要
1961年、国の企業育成政策の一環として設立。韓国取引所（旧: 韓国証券取引所、証券コード:24110）およびルクセンブルク証券取引所に上場はしているものの、現在も政府が株式の過半数以上(57.7%)を握る。本店はソウル特別市中区。国内での預金高は第6位。行名の通り、中小企業向け取引をメインとするも、finebankのブランドネームを用い、個人向け取引にも注力している。

### 海外展開
日本の金融庁の分類では「外国銀行」となり統一金融機関コードは0498である。海外拠点はニューヨーク、天津、青島、香港等に置き、東京支店は港区虎ノ門にある。